# Sexcrimes : Diamants mortels
Pour les articles homonymes, voir Sexcrime.
Série Sexcrimes
Sexcrimes 2
(2004) Partie à 4
(2010)
Pour plus de détails, voir Fiche technique et Distribution.
Sexcrimes : Diamants mortels ou Les Racoleuses : Beauté Fatale au Québec (Wild Things: Diamonds in the Rough) est un film américain réalisé par Jay Lowi, sorti en 2005.

## Synopsis
À Blue Bay, en Floride, Marie Clifton a tout pour être heureuse. À seulement 18 ans, elle doit hériter de la fortune de sa mère, dont deux sublimes diamants ; son beau-père, criblé de dettes, tente toutefois de s'en emparer. Mais quand son beau-père est accusé de viol par Elena, la nouvelle du campus, Marie doit décider qui est innocent et qui essaie de la duper.

## Fiche technique
- Titre : Sexcrimes : Diamants mortels
- Titre québécois : Les Racoleuses : Beauté Fatale
- Titre original : Wild Things: Diamonds in the Rough
- Réalisation : Jay Lowi
- Scénario : Andy Hurst et Ross Helford
- Musique : Steven M. Stern
- Production : Marc Bienstock
- Pays d'origine :  États-Unis
- Langue originale : anglais
- Format : couleur - 35 mm - 1,85:1 - son Dolby Digital / SDDS
- Genre : Thriller
- Durée : 90 minutes
- Film interdit aux moins de 12 ans lors de sa sortie en France.

## Distribution
- Sarah Laine (VF : Sybille Tureau) : Marie Clifton
- Sandra McCoy (VF : Céline Ronté) : Elena Sandoval
- Brad Johnson (VF : Patrick Floersheim) : Jay Clifton
- Michael Mantell (VF : Laurent Morteau) : Theo Bloom
- Linden Ashby (VF : Luc Boulad) : l'inspecteur Michael Morrison
- Ron Melendez (VF : Emmanuel Curtil) : Dr Chad Johnson
- Dina Meyer (VF : Magali Barney) : Kristen Richards
- Claire Coffee (VF : Sandra Valentin) : Jenny Bellamy
- Sandra Purpuro (VF : Maïté Monceau) : Sarah Lovell
- Nikki Griffin : Risa

Source et légende : Version française (VF) sur Doublagissimo

## Autour du film

### Série de films
- Ce film fait suite à Sexcrimes et à Sexcrimes 2, il est suivi de Sexcrimes : Partie à 4.